# Peter McNeeley
Peter Smith McNeeley (Boston, 6 ottobre 1968) è un ex pugile statunitense.
È noto per il suo incontro con Mike Tyson il 19 luglio 1995 al MGM Grand Las Vegas finito con la sua sconfitta. Nello stesso anno vinse il titolo dei pesi massimi della USBF. Soprannominato Hurricane (uragano), ha debuttato da professionista nel 1991 vincendo i primi 24 incontri della sua carriera. La sua prima sconfitta arrivò solo nel febbraio del 1994.
Il match contro Mike Tyson è passato alla storia per essere durato solo 89 secondi. Dopo un montante destro di Tyson, McNeeley va al tappeto e il suo manager Vinnie Vecchione sale sul ring impedendo al suo atleta di proseguire l'incontro che verrà appunto vinto da Tyson.